# I fidanzati sconosciuti
I fidanzati sconosciuti (In the Good Old Summertime) è un film del 1949, diretto da Robert Z. Leonard, basato sull'opera teatrale Parfumerie di László Miklós, già adattata per il cinema da Ernst Lubitsch in Scrivimi fermo posta del 1940.